# Rubia alaica
Rubia alaica là một loài thực vật có hoa trong họ Thiến thảo. Loài này được Pachom. miêu tả khoa học đầu tiên năm 1987.